# فصل کشتن (فیلم)
فصل کشتن (به انگلیسی: Killing Season) فیلمی در ژانر اکشن دلهره‌آور به کارگردانی مارک استیون جانسون از فیلم‌نامه‌ای نوشتهٔ ایوان دوگرتی و محصول سال ۲۰۱۳ ایالات متحده آمریکا است. بازیگران اصلی فیلم، رابرت دنیرو و جان تراولتا هستند. فیلم روایت‌گر مبارزه افسر بازنشسته ارتش آمریکا و یک کهنه‌سرباز سابق صرب است.

## داستان
سرهنگ بنجامین فورد (رابرت دنیرو) در جنگ بوسنی شرکت داشته‌است او برای فراموش کردن جنگ در کلبه‌ای در کوهستان به تنهایی زندگی می‌کند. فردی به نام امیل کواچ (جان تراولتا) که از سربازان صرب بوده و دوستانش در این جنگ کشته شده‌اند و خودش هم در اثر اصابت گلوله مجروحیت سختی پیدا کرده حالا پس از بهبودی در پی انتقام و کشتن فردی است که او را به این روز انداخته‌است. او از طریق یک واسطه متوجه نام سرهنگ فورد می‌شود و به محل سکونت او می‌رود. روزی امیل کواچ را می‌بیند و گمان می‌کند که او یک توریست اروپایی است که برای شکار به منطقه آمده. سرهنگ فورد و کواچ با هم دوستان نزدیکی شده تا اینکه کواچ هویت اصلی خودش را نمایش می‌دهد و اصرار برگرفتن انتقام دارد. تعقیب و گریز و جنگ سختی میان این دو درمی‌گیرد و هرکدام در مقطعی طرف مقابل را دستگیر و شکنجه می‌کند، سرانجام آن‌ها پس از چند روز درگیری و آسیب رساندن به یکدیگر تصمیم می‌گیرند گذشته را فراموش کنند و صلح می‌کنند.

## بازیگران
- رابرت دنیرو در نقش سرهنگ بنجامین فورد
- جان تراولتا در نقش امیل کواچ
- میلو ونتیمیگلیا در نقش کریس فورد
- الیزابت الین در نقش سارا فورد
- دایانا لیوبنوف در نقش النا

## تهیه فیلم
پروژه فصل کشتن در ابتدا تحت نام ترکش (Shrapnel) و در دهه ۱۹۹۰ تنظیم شده بود. بعدها تصمیم بر این شد که نیکلاس کیج به همراه جان تراولتا بعد از فیلم تغییر چهره در آن بازی کنند و در نهایت با تغییرات عوامل فیلم، فیلمبرداری در تاریخ ۱۶ ژانویه ۲۰۱۲ و در منطقه رشته‌کوه آپالاش در شمال جورجیا شروع شد.

## انتشار
فیلم در ۱۲ ژوئیه ۲۰۱۳ هم در سینما و هم برای نمایش خانگی منتشر شد. بعد از انتشار انتقادات زیادی متوجه این فیلم بود و فصل شکار نتوانست با حضور ستارگان خود انتظارات را برآورده کند.